# Устрел (болест)
Вижте пояснителната страница за други значения на Устрел.
У̀стрел (на латински: Gangraena emphysematosa) е остра неконтагиозна заразна болест при говеда и биволи и по-рядко при овце и кози. Заболяването е пасищна инфекция, среща се ендемично и се причинява от Clostridium chauvoei. Демонстрира се с появата на шумящи отоци в мускулатурата на някои части на тялото.

## Исторически сведения за заболяването
За пръв път причинителят на устрела е наблюдаван пред 1865 г. от Feser. Дълго време заболяването е приемано като антракс. През 1875 - 1876 г. Bollinger и Feser отдиференцират устрела като отделно заболяване различно от антракса. В периода 1879 - 1884 г. е създадена ваксина, а през 1887 г. окончателно е изяснена неговата етиология, клиника и патологоанатомични изменения.

## Разпространение
Устрелът се среща в почти всички части на света, но в доста ограничени места и райони. В България също се среща, но предимно в области с полупланински характер или заблатени райони.

## Етиология
Причинител на заболяването е Грам положителната бактерия Clostridium chauvoei. Тя не образува капсули, строг анаероб е и образува токсин. Clostridium chauvoei образува спори, които за разлика от антраксния бацил се образуват и в анаеробна среда.

## Възприемчивост
Говедата и биволите са най-възприемчиви към заболяването видове. Заболяват животни на възраст от 3 месеца до 4 години. По-възрастни животни не боледуват, поради факта, че те са изградили естествен имунитет, а телетата под три месеца имат коластрален имунитет благодарение на майката. Овцете и козите са слабо чувствителни. От дивите животни боледуват и елените. При норките токсинът образуван от Clostridium chauvoei предизвиква хранително отравяне. Лабораторните животни са невъзприемчиви с изключение на морското свинче. Други видове животни и човекът са невъзприемчиви.

## Епизоотология
Болестта не е контагиозна. Тя е пасищна инфекция и поради тази причина се проявява в месеците, когато животните излизат на паша. Въпреки това те могат да се заразят и в обора при консумация на фуражи, добити от заразени места. Случаите са по-чести през най-топлите месеци на годината, когато животните са принудени да пасат по-ниско до земята и така заедно с трева да поемат и заразена почва. Източник на инфекцията са болни животни и труповете. Те заразяват почвата със спори и създават вториччни огнища. С порой или прах спорите могат да бъдат разнесени и така да заразят нови места.
Заразяването е изключително алиментарно и много рядко e ранева инфекция. Алиментарното заразяване става при консумация на замърсена със спори храна или при поглъщане на заразена вода. Благоприятен ефект допълнително осигуряват и раните в устната кухина, смяната на зъбите, наранявания на стомашно-чревния тракт от паразити и катарални възпаления на червата. Кръвосмучещите насекоми също отварят входна врата за заразяване.
При овцете и козите заболяването се проявява като ранева инфекция. Заразяването става при стрижба или ухапване. Често устрел възниква и след раждане.

## Патогенеза
Посредством входните врати причинителят на устрела попада в кръвообращението и се разнася до скелетната мускулатура. Попаднал тук обаче той не се развива. Възникването на клинични признаци е възможно едва след появата на фактори от травматичен характер. Такива често са удари при падане или удар с тояга или рог. Възникват обилни кръвоизливи, премачкани места или некрози, в които се развиват клостридиите. В резултат на това възниква серозно-хеморагично възпаление на подкожната и междумускулната тъкан и хеморагично-некротичен миозит. Под влияние на токсините, отделяни от клостридиите се разграждат въглехидратите в засегнатата тъкан. Разграждането им е съпроводено с отделянето на киселини и газове вследствие на което засегнатия мускул добива структура на гъба. Токсините се резорбират от организма и повреждат паренхимните органи и мозъка. В резултат на това настъпва и смърт.

## Клинични признаци
Инкубационният период е 1–3 дена. Болестта настъпва с бързо влошаване на състоянието, отказване от храна и спиране на преживянето. Телесната температура се повишава. Много скоро се появяват и характерните шумящи отоци. Те обиновено възникват в райони на тялото, в които се намират масивни мускули. Първоначално мястото на отока е топло и болезнено, но бързо след това става студено и неболезнено. Кожата над него става суха и твърда. При палпация се усеща крепитация. Смъртта настъпва в рамките на 12 до 60 часа от появата на първите клинични признаци. Заболяването почти винаги завършва със смърт.

## Лечение и профилактика
Лечението рядко дава резултат поради бързия развой на заболяването. Важно е то да започне в самото начало. Прилагат се антибиотици и антитоксичен серум.
За профилактика се използват ваксини. Приложението е подкожно.